# Campo de batalla

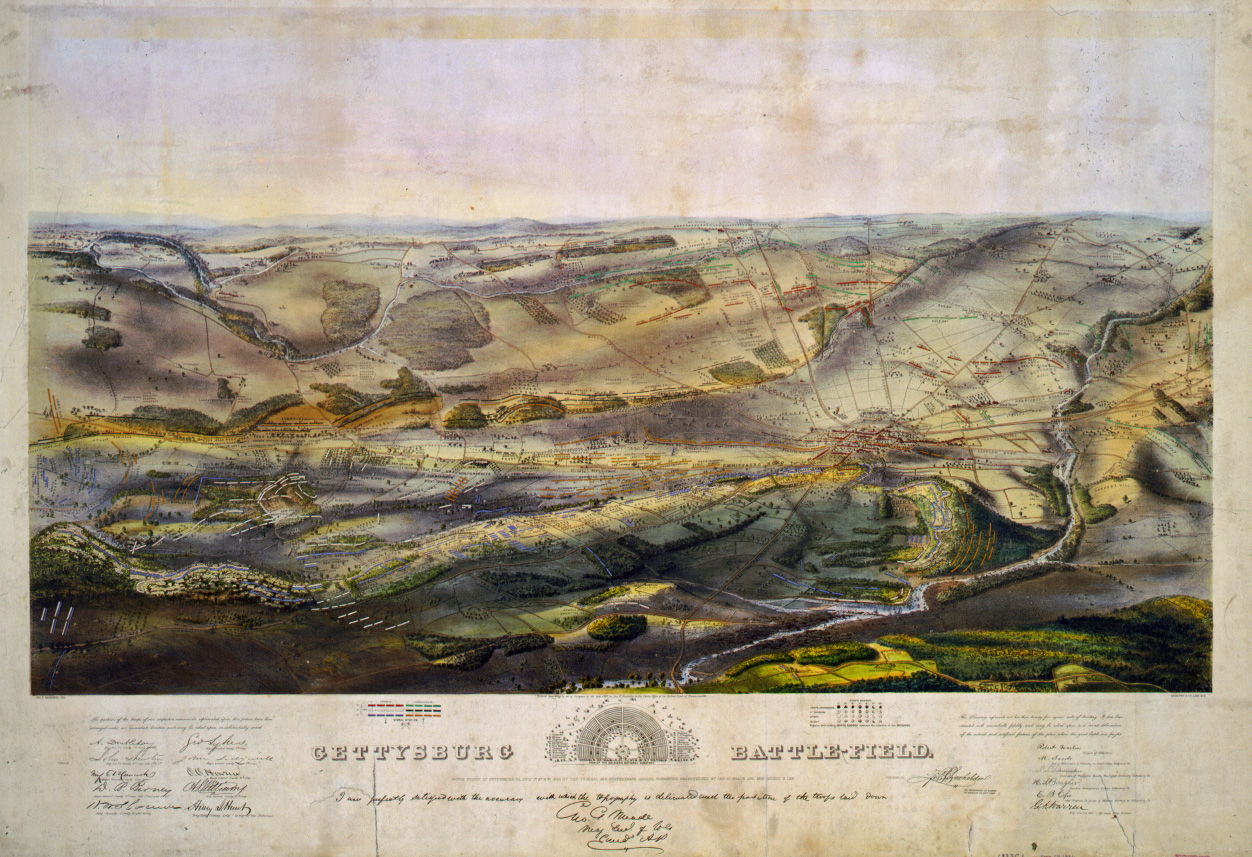
Campo de batalla de Gettysburg.

Un campo de batalla es una porción de terreno en la que combaten o libran batalla al menos dos ejércitos.
El ejército que toma la ofensiva no dispone generalmente de la facultad de elegirlo, ya que ha de subordinar sus planes a la necesidad de batir al enemigo donde quiera que lo encuentre; pero no tiene por qué ser así si se mantiene a la defensiva, procurando que el choque se efectúe en condiciones favorables, por lo que suele a menudo escoger las posiciones que considera más convenientes para ello, aunque en muchos casos las maniobras del adversario y su manera de conducir el ataque neutralizarán en parte las ventajas que piense conseguir con su elección.

## Forma

Signo del lugar de una batalla en la leyenda de los mapas.

A lo largo de la historia ha tenido su importancia la forma del terreno en el carácter y desarrollo del combate. En otras épocas solía supeditarse a ella el curso de las operaciones, como sucedió en los siglos XVII, XVIII y XIX, en los que predominó la llamada guerra de posiciones. En la actualidad, el fin primordial de la guerra es la destrucción inmediata del enemigo. En consecuencia, el agresor debe tender a alcanzarlo sin preocuparse demasiado de las condiciones, más o menos favorables, del campo de batalla, aunque procurando sacar de ellas el mejor partido posible.

## Requisitos
No son fáciles de determinar a priori, pues dependen de factores muy complejos: el número y calidad de los elementos con que cuenta el ejército, el valor de su armamento, el objetivo que se propone alcanzar, etc. 
Cuando sea posible elegir el campo de batalla, debe procurarse que permita alcanzar el máximo rendimiento de los medios ofensivos con que cuenta el ejército y compensar con sus condiciones naturales las deficiencias que este tenga. Así, para sacar el mejor rendimiento de una numerosa y buena artillería convendrá un terreno abierto que ofrezca a su acción extenso campo de tiro. 
Si la superioridad corresponde a la caballería, el terreno más favorable será el que se presente por su frente llano, igual y despejado; y si, por el contrario, la superioridad está de parte de la caballería enemiga, será preferible que aquel sea quebrado o esté cubierto de obstáculos que dificulten la acción de dicha arma. 
A veces, el que está a la defensiva no se conforma con elegir el campo de batalla más favorable, sino que busca además en la fortificación un aumento de fuerza que lo ponga en condiciones de igualdad, incluso de superioridad, con relación al enemigo.

## Tamaño
El carácter más notable que ofrecen los campos de batalla en las guerras modernas es la desmesurada extensión de su frente. Esta extensión es consecuencia, primero, del aumento de los efectivos, y segundo, al hacer muy sangriento y difícil el ataque de frente, obliga a extender este para desbordar el del adversario y atacarlo de flanco, o impedir que lo haga él. Esta extensión y la ausencia de humo de las modernas armas de fuego, que en otros tiempos podía dar indicios de la marcha del combate, hacen imposible abarcar desde un punto todas las peripecias del mismo e impiden la unidad de acción de todo el ejército, haciendo aparecer el campo de batalla como un conjunto de teatros de diversas luchas parciales, cuyos variados incidentes escapan a la dirección del general en jefe. Este se ve precisado a delegar esta misión en los jefes divisionarios, dejándoles al mismo tiempo amplia iniciativa, dentro del plan general, y se limita a armonizar los esfuerzos de todos para la consecución del fin propuesto, absteniéndose de intervenir directamente hasta el momento decisivo, cuya apreciación pasa por el contacto con los jefes de las unidades superiores y de recibir detallada información del curso del combate por todos los medios de que dispone.